# Canal Surco
El canal Surco o río Surco, es un curso de agua artificial del valle del Rímac en Lima, perteneciente a la vertiente del Pacífico. El canal nace del río Rímac, en los distritos de El Agustino y Ate, recorre 17 distritos, destacando San Borja, Santiago de Surco y Chorrillos,  y desemboca en el océano Pacífico, en la playa la Chira, en el distrito de Chorrillos.

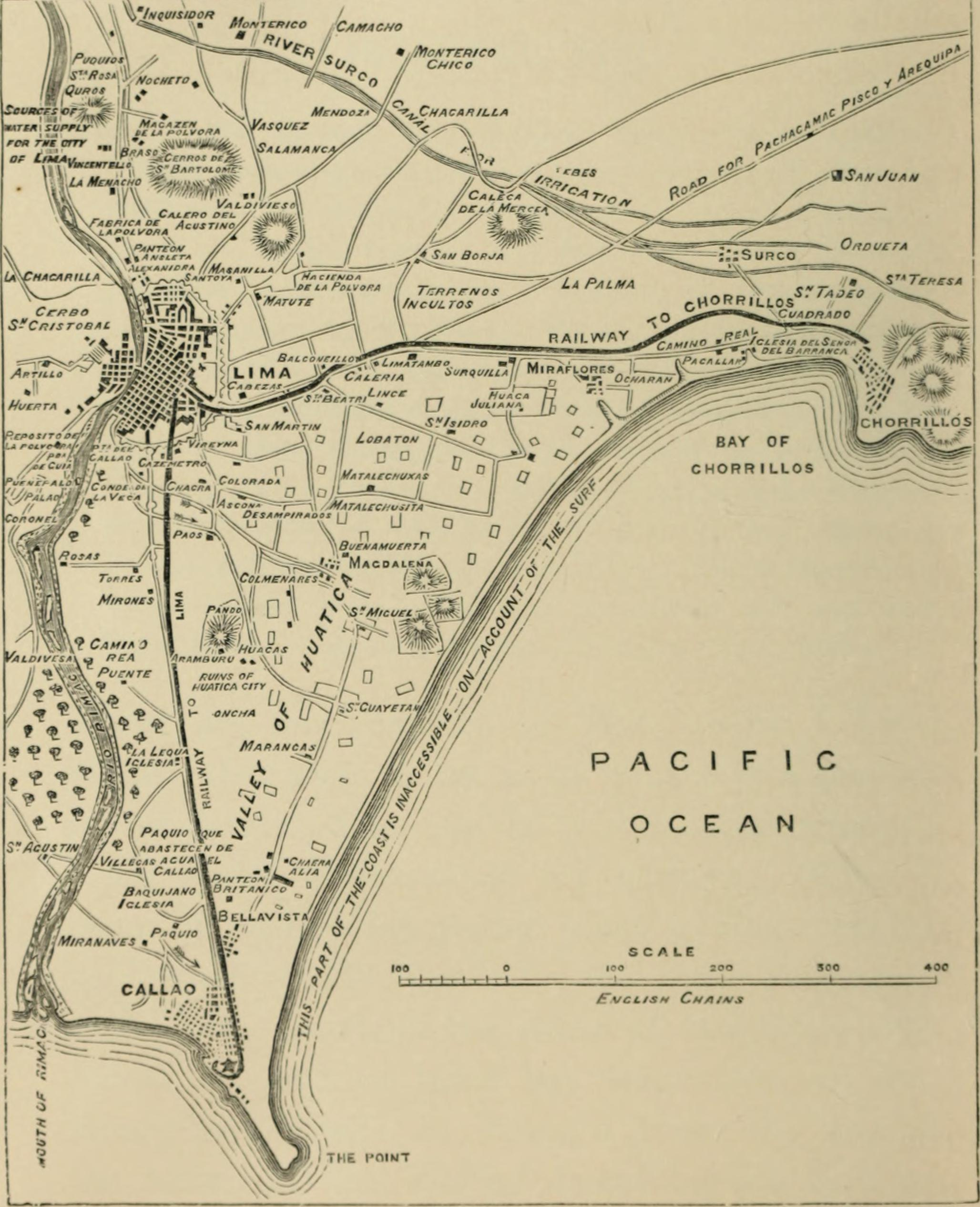
Mapa del río Surco

Fue utilizado como canal de riego de la cultura Lima desde el siglo I. Tiene una longitud de 29.5 km, siendo el más grande de la ciudad.
Actualmente, el agua proveniente del canal es empleada, en gran parte, para regar las numerosas áreas verdes de Lima (parques, jardines, rotondas y bermas centrales). No obstante, su caudal elevado generó inundaciones en algunos sectores de Chorrillos en la década de 2010. En 2014, se planeó la construcción de una planta de tratamiento para cubrir el agua potable en asentamientos humanos.
El 20 de marzo de 2019 fue declarado Patrimonio Cultural de la Nación al paisaje arqueológico al segmento del Canal de Surco en el distrito de San Borja.